# Марко Тардели
Марко Тардели (на италиански: Marco Tardelli) е италиански футболист-национал, полузащитник и треньор. Започва професионалната си кариера през 1972 г. в Пиза Калчо (41 мача 4 гола). През 1974 г. преминава в Калчо Комо (36 мача 2 гола). От 1975 г. е играч на ФК Ювентус. Тук до 1985 г. изиграва 259 мача с 34 гола. През 1985 г. преминава в Интер, където играе до 1987 г. (58 мача, 2 гола). Завършва кариерата си в швейцарския ФК Санкт Гален от 1987 до 1988 (31 мача). В националния отбор на своята страна дебютира през 1976 г. До 1985 г. изиграва 81 мача с отбелязани 6 гола. От периода 1988 г. до март 2005 г. е треньор на различни 10 отбора. От 2008 г. е помощник-треньор на националния отбор на Ейре. Носител на златен медал от Световното първенство през 1982 г. с отбелязан гол във финалния мач срещу Германия при победата с 3-1.